# Mistrzostwa Europy w Futsalu 2018
Mistrzostwa Europy w Futsalu 2018 – 11. edycja turnieju finałowego Mistrzostw Europy w futsalu, przeprowadzona w dniach 30 stycznia–10 lutego 2018 w Lublanie (Słowenia). Organizatora rozgrywek wybrał Komitet Wykonawczy UEFA 26 stycznia 2015. Tytułu wywalczonego dwa lata wcześniej broniła Hiszpania. Do turnieju zakwalifikowała się reprezentacja Polski, która ostatni raz uczestniczyła w mistrzostwach Europy 2001. W finałowym spotkaniu Portugalia pokonała po dogrywce 3:2 siedmiokrotnych mistrzów Starego Kontynentu, zdobywając swój pierwszy tytuł. Były to ostatnie mistrzostwa Europy rozegrane w cyklu dwuletnim i z udziałem 12 drużyn – kolejny turniej odbył się w 2022 r., a uczestniczyło w nim 16 zespołów.

## Hala
Wszystkie 20 spotkań mistrzostw zostało rozegranych w Arenie Stožice w Lublanie.
| Arena Stožice Liczba miejsc: 12 480 |
|                                     |
| Lublana                             |

## Uczestnicy
| Drużyna     | Udział w ME | Najlepszy wynik                                        |
| ----------- | ----------- | ------------------------------------------------------ |
| Włochy      | 11          | Mistrzostwo (2003, 2014)                               |
| Azerbejdżan | 5           | 4. miejsce (2010)                                      |
| Rosja       | 11          | Mistrzostwo (1999)                                     |
| Hiszpania   | 11          | Mistrzostwo (1996, 2001, 2005, 2007, 2010, 2012, 2016) |
| Portugalia  | 9           | 2. miejsce (2010)                                      |
| Słowenia    | 6           | Ćwierćfinał (2014)                                     |
| Ukraina     | 10          | 2. miejsce (2001, 2003)                                |
| Rumunia     | 4           | Ćwierćfinał (2012, 2014)                               |
| Polska      | 2           | Faza grupowa (2001)                                    |
| Francja     | Debiut      | –                                                      |
| Serbia      | 6           | 4. miejsce (2016)                                      |
| Kazachstan  | 2           | 3. miejsce (2016)                                      |

## Sędziowie
Spotkania mistrzostw sędziowało 16 arbitrów:
- Saša Tomić
- Ondřej Černý
- Marc Birkett
- Timo Onatsu
- Cédric Pelissier
- Balázs Farkas
- Gábor Kovács
- Angelo Galante
- Alessandro Malfer
- Fernandes Coelho
- Bogdan Sorescu
- Vladimir Kadykov
- Admir Zahovič
- Juan Gallardo
- Alejandro Martínez Flores
- Kamil Çetin

## Faza grupowa
Legenda do tabelek:
- Pkt – liczba punktów
- M – liczba meczów
- W – wygrane
- R – remisy
- P – porażki
- Br+ – bramki zdobyte
- Br− – bramki stracone
- +/− – różnica bramek
- G – gospodarz

### Grupa A
| Zespół       | Pkt | M | W | R | P | Br+ | Br- | +/- |
| ------------ | --- | - | - | - | - | --- | --- | --- |
| Słowenia (G) | 4   | 2 | 1 | 1 | 0 | 4   | 3   | +1  |
| Serbia       | 2   | 2 | 0 | 2 | 0 | 3   | 3   | 0   |
| Włochy       | 1   | 2 | 0 | 1 | 1 | 2   | 3   | -1  |

| 30 stycznia 201818:00 CET | Słowenia                           | 2:2 | Serbia                             | Arena Stožice, Lublana Widzów: 10 212 Sędzia: Bogdan Sorescu Eduardo Fernandes Coelho |
| 30 stycznia 201818:00 CET | Alen Fetić 4' · Gašper Vrhovec 15' | 2:2 | 18' Denis Ramić · 40' Dragan Tomić | Arena Stožice, Lublana Widzów: 10 212 Sędzia: Bogdan Sorescu Eduardo Fernandes Coelho |

| 1 lutego 201820:45 CET | Serbia           | 1:1 | Włochy              | Arena Stožice, Lublana Widzów: 3527 Sędzia: Marc Birkett Kamil Çetin |
| 1 lutego 201820:45 CET | Dragan Tomić 30' | 1:1 | 32' Massimo de Luca | Arena Stožice, Lublana Widzów: 3527 Sędzia: Marc Birkett Kamil Çetin |

| 3 lutego 201820:45 CET | Włochy              | 1:2 | Słowenia              | Arena Stožice, Lublana Widzów: 10 342 Sędzia: Juan Gallardo Alejandro Martínez Flores |
| 3 lutego 201820:45 CET | Humberto Honorio 4' | 1:2 | 31' 39' Igor Osredkar | Arena Stožice, Lublana Widzów: 10 342 Sędzia: Juan Gallardo Alejandro Martínez Flores |

### Grupa B
| Zespół     | Pkt | M | W | R | P | Br+ | Br- | +/- |
| ---------- | --- | - | - | - | - | --- | --- | --- |
| Kazachstan | 4   | 2 | 1 | 1 | 0 | 6   | 2   | +4  |
| Rosja      | 2   | 2 | 0 | 2 | 0 | 2   | 2   | 0   |
| Polska     | 1   | 2 | 0 | 1 | 1 | 2   | 6   | -4  |

| 30 stycznia 201820:45 CET | Rosja              | 1:1 | Polska           | Arena Stožice, Lublana Widzów: 3192 Sędzia: Timo Onatsu Cédric Pelissier |
| 30 stycznia 201820:45 CET | Ivan Chishkala 36' | 1:1 | 40' Michał Kubik | Arena Stožice, Lublana Widzów: 3192 Sędzia: Timo Onatsu Cédric Pelissier |

| 1 lutego 201818:00 CET | Polska              | 1:5 | Kazachstan                                                                                    | Arena Stožice, Lublana Widzów: 1930 Sędzia: Alejandro Martínez Flores Juan Gallardo |
| 1 lutego 201818:00 CET | Dominik Solecki 28' | 1:5 | 3' Taynan · 9' Birzhan Orazov · 20' Serik Zhamankulov · 20' Mikhail Pershin · 37' Douglas Jr. | Arena Stožice, Lublana Widzów: 1930 Sędzia: Alejandro Martínez Flores Juan Gallardo |

| 3 lutego 201818:00 CET | Kazachstan      | 1:1 | Rosja        | Arena Stožice, Lublana Widzów: 7018 Sędzia: Gábor Kovács Balázs Farkas |
| 3 lutego 201818:00 CET | Douglas Jr. 24' | 1:1 | 2' Eder Lima | Arena Stožice, Lublana Widzów: 7018 Sędzia: Gábor Kovács Balázs Farkas |

### Grupa C
| Zespół     | Pkt | M | W | R | P | Br+ | Br- | +/- |
| ---------- | --- | - | - | - | - | --- | --- | --- |
| Portugalia | 6   | 2 | 2 | 0 | 0 | 9   | 4   | +5  |
| Ukraina    | 3   | 2 | 1 | 0 | 1 | 6   | 7   | -1  |
| Rumunia    | 0   | 2 | 0 | 0 | 2 | 3   | 7   | -4  |

| 31 stycznia 201818:00 CET | Portugalia                                                            | 4:1 | Rumunia            | Arena Stožice, Lublana Widzów: 3093 Sędzia: Saša Tomić Ondřej Černý |
| 31 stycznia 201818:00 CET | Pedro Cary 4' · Fábio Cecílio 19' · Ricardinho 36' · Bruno Coelho 37' | 4:1 | 34' Dumitru Stoica | Arena Stožice, Lublana Widzów: 3093 Sędzia: Saša Tomić Ondřej Černý |

| 2 lutego 201820:45 CET | Rumunia                               | 2:3 | Ukraina                                                           | Arena Stožice, Lublana Widzów: 796 Sędzia: Admir Zahovič Vladimir Kadykov |
| 2 lutego 201820:45 CET | Savio Valadares 5' · Florin Ignat 11' | 2:3 | 20' Taras Korolyshyn · 28' Oleksandr Pediash · 40' Petro Shoturma | Arena Stožice, Lublana Widzów: 796 Sędzia: Admir Zahovič Vladimir Kadykov |

| 4 lutego 201818:00 CET | Ukraina                                                             | 3:5 | Portugalia                                                                              | Arena Stožice, Lublana Widzów: 4411 Sędzia: Cédric Pelissier Timo Onatsu |
| 4 lutego 201818:00 CET | Volodymyr Razuvanov 28' · Taras Korolushyn 32' · Petro Shoturma 40' | 3:5 | 3' Bruno Coelho · 13' Tiago Brito · 34' Pedro Cary · 36' Nílson Miguel · 37' Ricardinho | Arena Stožice, Lublana Widzów: 4411 Sędzia: Cédric Pelissier Timo Onatsu |

### Grupa D
| Zespół      | Pkt | M | W | R | P | Br+ | Br- | +/- |
| ----------- | --- | - | - | - | - | --- | --- | --- |
| Hiszpania   | 4   | 2 | 1 | 1 | 0 | 5   | 4   | +1  |
| Azerbejdżan | 3   | 2 | 1 | 0 | 1 | 5   | 4   | +1  |
| Francja     | 1   | 2 | 0 | 1 | 1 | 7   | 9   | -2  |

| 31 stycznia 201820:45 CET | Hiszpania                                                                             | 4:4 | Francja                                                                                      | Arena Stožice, Lublana Widzów: 2060 Sędzia: Balázs Farkas Gábor Kovács |
| 31 stycznia 201820:45 CET | Adolfo Díaz 11' · Azdine Aigoun 20' (sam.) · Francisco León 27' · Rafael Aguilera 38' | 4:4 | 9' Abdessamad Mohammed · 17' Samir Alla · 21' Souheil Mouhoudine · 27' (sam.) Carlos Jiménez | Arena Stožice, Lublana Widzów: 2060 Sędzia: Balázs Farkas Gábor Kovács |

| 2 lutego 201818:00 CET | Francja                                                             | 3:5 | Azerbejdżan                                                         | Arena Stožice, Lublana Widzów: 912 Sędzia: Angelo Galante Alessandro Malfer |
| 2 lutego 201818:00 CET | Landry N'Gala 7' · Abdessamad Mohammed 21' · Souheil Mouhoudine 40' | 3:5 | 3' 23' 24' Bolinha · 29' Everton Cardoso · 38' Eduardo Mello Borges | Arena Stožice, Lublana Widzów: 912 Sędzia: Angelo Galante Alessandro Malfer |

| 4 lutego 201820:45 CET | Azerbejdżan        | 0:1 | Hiszpania | Arena Stožice, Lublana Widzów: 3076 Sędzia: Vladimir Kadykov Admir Zahovič |
| 4 lutego 201820:45 CET | 14' Adrián Pereira | 0:1 |           | Arena Stožice, Lublana Widzów: 3076 Sędzia: Vladimir Kadykov Admir Zahovič |

## Faza pucharowa

### Drabinka
|  |                         |              |                         |                         |         |            |                          |                          |                          |                          |                   |       |       |
|  | Ćwierćfinały            | Ćwierćfinały | Ćwierćfinały            |                         |         | Półfinały  | Półfinały                | Półfinały                |                          |                          | Finał             | Finał | Finał |
|  | Ćwierćfinały            | Ćwierćfinały | Ćwierćfinały            |                         |         | Półfinały  | Półfinały                | Półfinały                |                          |                          | Finał             | Finał | Finał |
|  | 5 lutego 2018 – Lublana |              |                         |                         |         |            |                          |                          |                          |                          |                   |       |       |
|  |                         |              |                         |                         |         |            |                          |                          |                          |                          |                   |       |       |
|  | Słowenia                | Słowenia     | 0                       |                         |         |            |                          |                          |                          |                          |                   |       |       |
|  | Słowenia                | Słowenia     | 0                       | 8 lutego 2018 – Lublana |         |            |                          |                          |                          |                          |                   |       |       |
|  | Rosja                   | Rosja        | 2                       |                         |         |            |                          |                          |                          |                          |                   |       |       |
|  | Rosja                   | Rosja        | 2                       |                         |         | Rosja      | Rosja                    | 2                        |                          |                          |                   |       |       |
|  | 6 lutego 2018 – Lublana |              |                         |                         |         | Rosja      | Rosja                    | 2                        |                          |                          |                   |       |       |
|  |                         |              | Portugalia              | Portugalia              | 3       |            |                          |                          |                          |                          |                   |       |       |
|  | Portugalia              | Portugalia   | Portugalia              | Portugalia              | 3       | 8          |                          |                          |                          |                          |                   |       |       |
|  | Portugalia              | Portugalia   |                         |                         |         | 8          | 10 lutego 2018 – Lublana |                          |                          |                          |                   |       |       |
|  | Azerbejdżan             | Azerbejdżan  | 1                       |                         |         |            |                          |                          |                          |                          |                   |       |       |
|  | Azerbejdżan             | Azerbejdżan  | 1                       |                         |         | Portugalia | Portugalia               | 3                        |                          |                          |                   |       |       |
|  | 5 lutego 2018 – Lublana |              |                         |                         |         | Portugalia | Portugalia               | 3                        |                          |                          |                   |       |       |
|  |                         |              | Hiszpania               | Hiszpania               | 2       |            |                          |                          |                          |                          |                   |       |       |
|  | Serbia                  | Serbia       | Hiszpania               | Hiszpania               | 2       | 1          |                          |                          |                          |                          |                   |       |       |
|  | Serbia                  | Serbia       | 8 lutego 2018 – Lublana |                         |         | 1          |                          |                          |                          |                          |                   |       |       |
|  | Kazachstan              | Kazachstan   | 3                       |                         |         |            |                          |                          |                          |                          |                   |       |       |
|  | Kazachstan              | Kazachstan   | 3                       |                         |         | Kazachstan | Kazachstan               | 5(1)                     | Mecz o 3. miejsce        | Mecz o 3. miejsce        | Mecz o 3. miejsce |       |       |
|  | 6 lutego 2018 – Lublana |              |                         |                         |         | Kazachstan | Kazachstan               | 5(1)                     | Mecz o 3. miejsce        | Mecz o 3. miejsce        | Mecz o 3. miejsce |       |       |
|  |                         |              | Hiszpania               | Hiszpania               | 5(3) k. |            |                          | 10 lutego 2018 – Lublana | 10 lutego 2018 – Lublana | 10 lutego 2018 – Lublana |                   |       |       |
|  | Ukraina                 | Ukraina      | Hiszpania               | Hiszpania               | 5(3) k. | 0          |                          | 10 lutego 2018 – Lublana | 10 lutego 2018 – Lublana | 10 lutego 2018 – Lublana |                   |       |       |
|  | Ukraina                 | Ukraina      |                         |                         |         |            |                          | Rosja                    | Rosja                    | 1                        |                   |       |       |
|  | Hiszpania               | Hiszpania    | 1                       |                         |         |            |                          |                          | Rosja                    | 1                        |                   |       |       |
|  | Hiszpania               | Hiszpania    | 1                       |                         |         |            |                          | Kazachstan               | Kazachstan               | 0                        |                   |       |       |
|  |                         |              |                         |                         |         |            |                          |                          | Kazachstan               | 0                        |                   |       |       |

### Ćwierćfinały
| 5 lutego 201818:00 CET | Serbia                | 1:3 | Kazachstan                                          | Arena Stožice, Lublana Widzów: 5246 Sędzia: Kamil Çetin Marc Birkett |
| 5 lutego 201818:00 CET | Slobodan Rajčević 36' | 1:3 | 7' Serik Zhamankulov · 23' Taynan · 40' Douglas Jr. | Arena Stožice, Lublana Widzów: 5246 Sędzia: Kamil Çetin Marc Birkett |

| 5 lutego 201821:00 CET | Słowenia                                      | 0:2 | Rosja | Arena Stožice, Lublana Widzów: 10 369 Sędzia: Eduardo Fernandes Coelho Bogdan Sorescu |
| 5 lutego 201821:00 CET | 27' Eder Lima · 40' Edelson Robson dos Santos | 0:2 |       | Arena Stožice, Lublana Widzów: 10 369 Sędzia: Eduardo Fernandes Coelho Bogdan Sorescu |

| 6 lutego 201818:00 CET | Portugalia                                                                         | 8:1 | Azerbejdżan        | Arena Stožice, Lublana Widzów: 3150 Sędzia: Ondřej Černý Saša Tomić |
| 6 lutego 201818:00 CET | Pedro Cary 3' 6' · Pany Varela 10' · Ricardinho 11' 20' 26' 32' · Bruno Coelho 25' | 8:1 | 1' Everton Cardoso | Arena Stožice, Lublana Widzów: 3150 Sędzia: Ondřej Černý Saša Tomić |

| 6 lutego 201821:00 CET | Ukraina            | 0:1 | Hiszpania | Arena Stožice, Lublana Widzów: 2351 Sędzia: Alessandro Malfer Angelo Galante |
| 6 lutego 201821:00 CET | 18' Adrián Pereira | 0:1 |           | Arena Stožice, Lublana Widzów: 2351 Sędzia: Alessandro Malfer Angelo Galante |

### Półfinały
| 8 lutego 201818:00 CET | Rosja            | 2:3 | Portugalia                              | Arena Stožice, Lublana Widzów: 6023 Sędzia: Gábor Kovács Balázs Farkas |
| 8 lutego 201818:00 CET | Eder Lima 4' 40' | 2:3 | 31' 36' André Coelho · 40' Bruno Coelho | Arena Stožice, Lublana Widzów: 6023 Sędzia: Gábor Kovács Balázs Farkas |

| 8 lutego 201821:00 CET | Kazachstan                                                             | 5:5 k. 1:3 | Hiszpania                                                                   | Arena Stožice, Lublana Widzów: 5657 Sędzia: Bogdan Sorescu Alessandro Malfer |
| 8 lutego 201821:00 CET | Taynan 8' · Higuita 25' · Taku 25' · Douglas Jr. 39' · Zhamankulov 48' | 5:5 k. 1:3 | 16' (sam.) Yesenamanov · 19' Tolrà · 29' Joselito · 34' Pola · 43' Miguelín | Arena Stožice, Lublana Widzów: 5657 Sędzia: Bogdan Sorescu Alessandro Malfer |

### Mecz o 3. miejsce
| 10 lutego 201818:00 CET | Rosja         | 1:0 | Kazachstan | Arena Stožice, Lublana Widzów: 8217 Sędzia: Juan Gallardo Alejandro Martínez Flores |
| 10 lutego 201818:00 CET | Eder Lima 29' | 1:0 |            | Arena Stožice, Lublana Widzów: 8217 Sędzia: Juan Gallardo Alejandro Martínez Flores |

### Finał
| 10 lutego 201820:45 CET | Portugalia                                          | 3:2 (pd.) | Hiszpania                          | Arena Stožice, Lublana Widzów: 10 352 Sędzia: Ondřej Černý Saša Tomić |
| 10 lutego 201820:45 CET | Ricardinho 1' · Bruno Coelho 39' · Bruno Coelho 50' | 3:2 (pd.) | 19' Marc Tolrà · 32' Ángel Marugán | Arena Stožice, Lublana Widzów: 10 352 Sędzia: Ondřej Černý Saša Tomić |

## Najlepsi strzelcy
7 bramek
- Ricardinho[29]

6 bramek
- Bruno Coelho

5 bramek
- Éder Lima

4 bramki
- Pedro Cary
- Douglas Jr.

3 bramki
- Bolinha
- Adrián Alonso Pereira
- Taynan
- Serik Zhamankulov